# Repos de Mars
Le Repos de Mars est une huile sur toile de 181 × 99 cm, peinte par Diego Velázquez.

## Brève description
L’œuvre est inspirée d'une sculpture de Michel Ange pour la tombe des Médicis à la nouvelle sacristie de la Basilique San Lorenzo de Florence et nommée Le penseur. Cette représentation du dieu Mars par Vélasquez est à visée satirique. Dans ce cas, en plus de raisons morales de tendance contre-réformiste qui font représenter les dieux mythologiques de façon très terre-à-terre, Vélasquez montre également les retours de fortunes des armées espagnoles. La date de son exécution est très discutée, mais tout semble indiquer l'année 1640. La technique est fluide, les coloris variés. L'ensemble du casque du soldat nu se détache du reste de l'armure entassé à ses pieds, .
Le personnage a été peint avec un pinceau chargé en pigments, avec des touches de couleurs appliquées avec insistences pour mettre en évidence le modelé et la morbidité des chairs, avec lesquels le peintre obtient un effet de vibration et des tracés larges qui délimitent ses contours sans précision du dessin, dessin qui est absent de la toile. Ainsi, on perçoit facilement les changements introduits dans le personnage, par exemple dans le lange bleu initialement plus grand et occultant la majeure partie de l'anatomie. Mais cette indéfinition est également le résultat de la technique employée par Vélasquez, par laquelle - par exemple - le flouté de la main qui crée une sensation de mouvement, semble être le résultat de l'application de nombreuses couches de peintures encore fraîches.
Chronologiquement, l’œuvre est de la même époque - entre 1639 et 1640 - que les autres tableaux peints pour la Tour de la Parada : Ménipe et Ésope, avec lesquels il partage la technique et la destinée,

## Histoire
La toile devait être peinte pour la tour de la Parada située à mi-chemin du terrain de chasse du mont du Pardo. Entre 1635 et 1638, ce petit palais se remplit de toiles sur des thèmes mythologiques et de chasse d'artistes tels que Rubens, Frans Snyders ou Cornelis de Vos. En parallèle de ces toiles le peintre sévillan réalisa également Ésope et Ménippe.
Le Mars de Vélasquez resta à la tour de la Parada de 1642 environ avant d'être transféré au Palais royal de Madrid avant 1772. L'académie royale des beaux-arts de San Fernando l'abrita de 1816 à 1827, date à laquelle elle fut exposée au Musée du Prado.

## Analyse formelle
C'est une huile sur toile, les coups de pinceaux sont doux et espacés. Par le contraste des couleurs les plus vives, le bleu et le rouge, il semble suivre la mode française de modérer les tons chauds par une couleur froide, bien plus que les tonalités chaudes vénitiennes typiques du Titien. En plus de cette influence française, il faut ajouter une seconde influence, qui assimile les couleurs froides et  argentées de Véronèse, du Tintoret, et du Greco. En parallèle à ce changement dans le coloris, se détache également une nouvelle facture, la peinture s'éloigne de l'aspect sculptural qu'elle avait avant 1630. Le peintre s'appuie plus sur les caractéristiques intrinsèques des couleurs, vivifiées par la lumière ; et à l'effet qui en résulte à distance dans l’œil du spectateur.
Dans cette œuvre baroque, la composition est dominée par la structure géométrique et est complétée par l'attitude au repos du personnage et une posture basée sur la symétrie.
La toile suit le rythme iconographique de Vélasquez de gauche à droite et est pensée dans le sens de la lecture. Le peintre ajoute un élément, la lumière, qui coïncide avec le point de vue du spectateur si la lecture commence par la gauche. Dans le sens contraire, il agit comme une paroi réfléchissante et qui oblige à une lecture inverse. Il s'agit d'un regard pendulaire pour capter la composition. Pour le reste, l’œuvre présente une ligne horizontale au premier plan, marquée par le bouclier qui marque le sens de lecture, de gauche à droite. Le tout est complété par des ébauches de lignes de profondeur. Le développement vertical commence en diagonale depuis la partie inférieure gauche de la composition et culmine par une ligne droite. Enfin, un dernier point typique de Vélasquez est le traitement des mains, qui ne les termine jamais totalement. C'est comme s'il les avait ébauchées au lieu de les dessiner.
La toile présente vêtu d'un simple pagne bleu qui entoure son seul bassin, il est assis sur un manteau rouge et est casqué. La tête, ornée d'une moustache caractéristique des soldats des tercios accentue de manière grotesque sa mélancolie. Il s'appuie sur sa main gauche. Sur le corps nu, on note certains traits de Rubens, dans la carnation rouge et brillante, dans la musculature d'un homme mûr, qui rompt la prosodie et ajoutent à l'humanité. La main droite est occultée sous le manteau, elle tient une masse ou un bâton de bois. À ses pieds, sont disposés en vrac un bouclier de tournois et d'apparat, une épée moderne, d'énormes pièces d'armure. Comme dans le portrait du bouffon Don Juan de Autriche, Vélasquez a exagéré les attributs guerriers qui soulignent la mise en scène et le ridicule de cette vision mélancolique.

## Sens de l’œuvre
La figure représentée est Mars, dieu romain de la guerre mais aussi du printemps puisque les guerres commençaient au printemps et terminaient avec l'hiver. C'est l'équivalent romain du dieu grec Ares. C'est également un dieu jeune, puisque la guerre est une activité de jeunesse. C'est celui qui, dans les « printemps sacrés » guidait les jeunes qui émigraient des villes sabines pour aller en fonder d'autres et leur procurait de nouvelles résidences. C'était le fils de Zeus et d'Hera. Il appartenait à la seconde génération des dieux olympiens et figurait dans les douze grand dieux. Il était normalement représenté en guerrier avec une cuirasse, un casque, une armure, un bouclier une lance et une épée. Parfois il était représenté sous les traits d'un homme jeune, imberbe et mélancolique, d'autres fois sous ceux d'un homme mûr, sérieux, avec une barbe.
Sur la toile de Vélasquez, Mars est un personnage presque ridicule, représenté dans une attitude mélancolique, prenant à contre-pied les représentations mythologiques cultivées par Rodríguez de Ardila, Góngora, Cervantes, Lope de Vega, Quevedo, etc.
La toile pourrait enfin représenter les amours de Mars avec Vénus par son visage de résignation et de tristesse. Le geste a été parfaitement capté par le peintre, démontrant sa facilité pour transcrire les âmes de ses modèles. Vulcain, époux de Vénus, une fois informé des amours entre sa femme et Mars (scène peinte par Vélasquez dans La Forge de Vulcain (Vélasquez))  tissa un filet de fer pour surprendre les amants et faire que tous les dieux de l'Olympe contemplassent leur tromperie. Tout cela a déjà eu lieu et Mars, inquiet et vaincu, médite sur ces aventures. Derrière la figure, on contemple un drap blanc où les amants sont supposés avoir été surpris.
Enfin, certains ont voulu voir dans cette toile une allégorie de la décadence militaire du pouvoir espagnol en Europe durant la décennie 1640, mais il semble un peu étrange que Vélasquez, toujours très respectueux de son maître et désireux d'être anobli, pût réaliser une toile sur laquelle l'honneur des tercios espagnols eût été écorné.